# Luperque

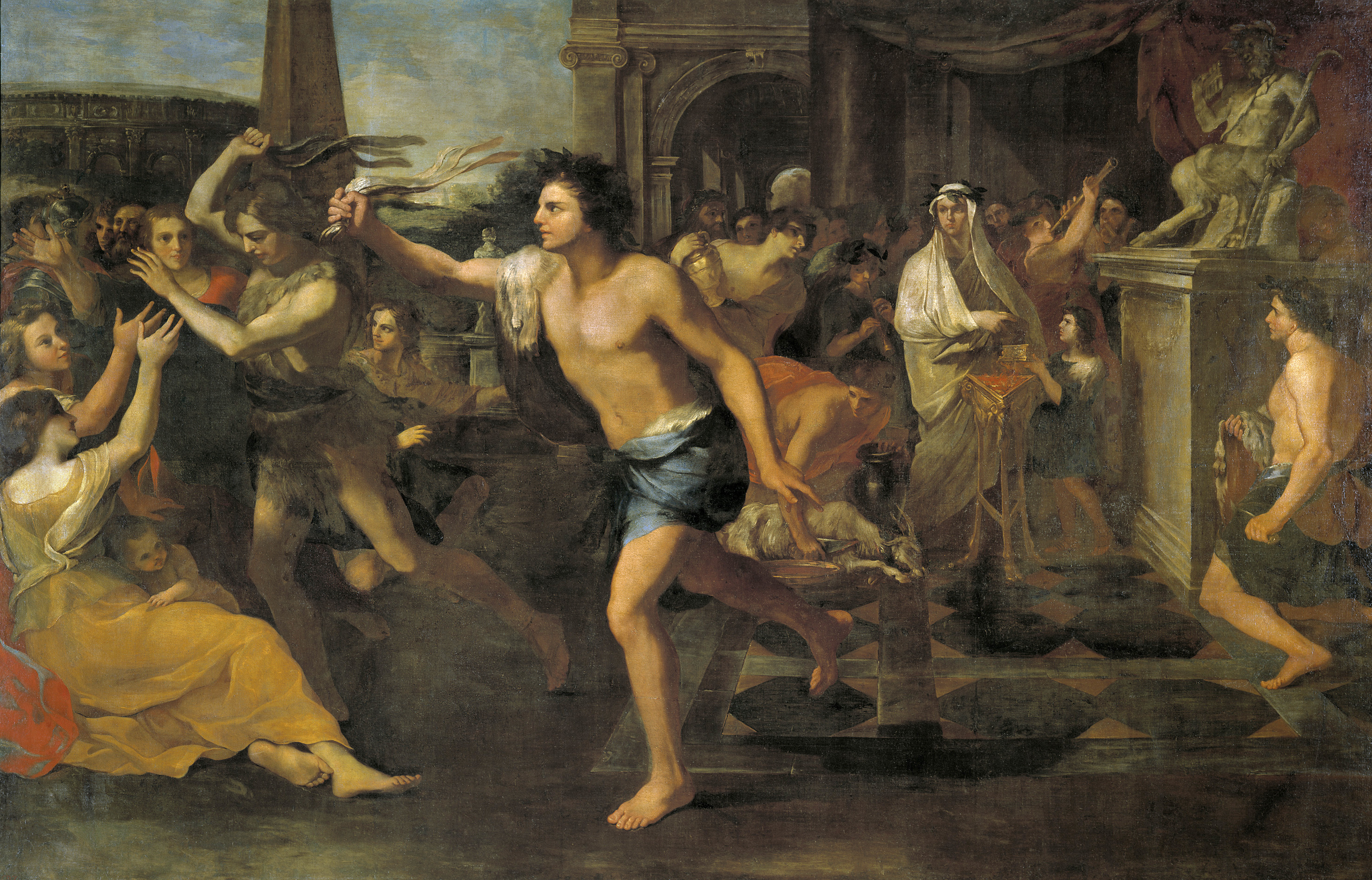
Andrea Camassei, Les Lupercales (vers 1635), Madrid, musée du Prado.

Les luperques, rassemblés dans le collège des luperques, étaient des prêtres de la Rome antique.

## Étymologie
Lupercus est d'abord le nom parfois donné au dieu Faunus, protecteur des troupeaux, qui leur donne la fécondité et les protège contre les loups, d'où ce nom dérivé de lupus : « loup ». Il a ensuite été donné à ses servants.

## Le collège des luperques
Les luperques sont une sodalité,,, de prêtres de Faunus officiant lors des Lupercales.
Leur nombre n'est pas connu. Mais on considère souvent, par analogie avec le collège des Saliens, qu'ils étaient douze.
La sodalité était présidée par un magister.
Le collège des luperques était constitué des fils des cinq plus anciennes familles aristocratiques, descendantes des fondateurs de Rome.
Les luperques dont les noms nous sont connus sont au nombre de trente-trois et datent presque tous de l'époque impériale.

## Les Lupercales
La fête des Lupercales avait lieu le 15 février avec une cérémonie en souvenir de l'allaitement de Romulus et Rémus par la « louve ». Elle rendait également hommage à Faunus Lupercus, divinité de la fertilité.

## Interprétation
Plusieurs spécialistes de la Rome antique, dont Andréas Alfôldi ont vu dans les luperques le reste d'un Männerbund, d'un compagnonnage guerrier, qu'ils supposent à l'origine de l'État romain.
Ce lien avec les Männerbunde transparaît également dans leur tenue : ils portent uniquement une peau de chèvre autour de la taille. Cette tenue est celle de « l'homme déguisé en bouc qui hurle comme un loup » du rituel (en partie) louvite. Ainsi, Les luperques se désigneraient comme des « loups qui se donnent l'apparence de boucs ». Les luperques sont essentiellement des loups ; c'est pourquoi ils ont pour divinité d'élection Faunus, dont le nom signifie « étrangleur »,.
Krešimir Vuković, auteur de la principale étude consacrée aux Lupercales, propose également de retracer l'origine des luperques dans un compagnonnage guerrier, un Männerbund qu'il nomme Jungmannschaften, les luperques étant selon lui comparables aux Vrātyas et aux Maruts dans l'inde védique. Reprenant le lien étymologique entre Lupercales et lupus, l'auteur soutient que les luperques imitaient les loups à travers une forme d'assimilation symbolique. Un des traits caractéristiques des Jungmannschaften et des compagnonnages guerriers est justement l'identification aux animaux prédateurs, et notamment au loup (le cas de l'Úlfhéðnar dans la mythologie nordique est célèbre), association qui remonte à la préhistoire indo-européenne.
Selon Vuković, cette assimilation n'implique pas un culte totémique, mais plutôt une forme d'interdépendance avec un animal, à « imiter », dont sont « absorbées » certaines qualités (vitesse, aptitude martiale, etc.). Rappelant la pratique rituelle du ver sacrum, Krešimir Vuković suggère que ces groupes de jeunes guerriers ont joué un rôle clé dans les migrations indo-européennes.